# Das Modell
"Das Model" (pe album: "Das Modell"; în engleză: "The Model"; în română: "Modelul") este un cântec înregistrat de trupa electro-pop Kraftwerk în 1978; a fost scris de muzicienii Ralf Hütter și Karl Bartos alături de care a colaborat la versuri artistul Emil Schult. A apărut pa albumul Die Mensch Maschine ; în engleză The Man Machine. Este unul dintre cele mai accesibile și melodice cântece ale formației. 
Lansat inițial ca single în Germania sub titlul în limba engleză, cântecul a fost ulterior inclus ca partea B a single-ului "Computer Love", lansat în iulie 1981 și care a ajuns până pe locul 36 în topurile Britanice. Când DJ-ii de radio au început să difuzeze tot mai des partea B a single-ului, EMI a reeditat single-ul în decembrie 1981 - aparent fără permisiunea grupului - cu "Das Modell" ca partea A. A atins primul loc în februarie 1982 stând pentru 21 de săptămâni în Top 75 al single-urilor din Regatul Unit. 